# Gyula (Titel)
Gyula (Yula, Gula, Gila) war ein Titel im dualen Herrschaftsprinzip der Ungarn vor ihrer Christianisierung im 1. Jahrtausend. Der Gyula war nominal dem sakralen Kende untergeordnet, der zweite im Rang und der weltliche bzw. militärische Führer des ungarischen Stammesverbundes.
Die Organisationsform wurde wahrscheinlich von den Chasaren übernommen. Die Wortherkunft ist noch nicht abschließend geklärt, wird aber teilweise auf "dzsula" (Fackel) zurückgeführt.
Während älteste ungarische Quellen erst nach der Christianisierung entstanden und den Titel nur als Eigennamen wiedergeben, ermöglichen zeitgenössische arabische und byzantinische Quellen Einblick in die Organisation der Stammesföderation als die Ungarn noch Anhänger des Tengrismus waren.